# 제4 이노베이터
"제4 이노베이터"(The 4th INNOVATER)는 대한민국의 드라마 영화이다.

## 줄거리
무역회사에 근무하는 싱글 맘 영미(전주연)는 3대째 이어져온 빈곤한 생활의 종지부를 찍고 싶은 생각이 늘 잠재하고 있던 중, 일본엔화가치가 한국 원화가치의 4배라는 신문기사를 보고 어렵게 기회를 만들어 일본으로 진출하게 된다.
본인처럼 자식들이 등록금이 없어서 학교를 고만두는 일은 없어야 한다는 다짐과 용기를 가지고 혼자의 힘으로 국제적인 시장을 개척해 나간다. 냉혹한 비즈니스세계에서 말보다는 행동이 먼저라는 강한 정신으로 매섭게 일하는 영미지만 한국의 어머니(전원주)와 형제들에겐 언제나 착하기만 하다. 우여곡절 끝에 아이들을 무작정 일본으로 데리고 온 절박한 영미에게 늘 도움을 주는 일본인 후지타상(독고영재)은 큰 인복이다.
한국으로 돌아오게 된 영미는 일본에서 철도 선진기술을 습득하여 고급 엔지니어로 사업에 참여하게 된다. 고국으로 돌아와 자신의 기술을 이전하려고 마음 먹었던 영미에게는 곧 외압의 압력이 다가오게 된다. 안전은 둘째치고, 빠른 개통을 원하는 관련자들과 부딪혀 영미에게는 큰 시련이 찾아오게 되는데…

## 캐스팅

### 주요 인물
- 정라모 - 40대 영미 역
- 전주연 - 영미 역
- 독고영재 - 후지타 역
- 전원주 - 영미 母 역

### 그외 인물들
- 현석 - 정 박사 역
- 김명국 - 유 박사 역
- 정혜선 - 구멍가게 주인 역
- 안병경 - 미래 원장 역
- 민병애 - 영미 언니 역
- 김상순 - 안과 의사 역
- 김홍석 - 철공소 사장 역
- 신충식 - 불고기집 사장 역
- 이대로 - 다나까 역
- 나기찬 - 야나기 역
- 신신범 - 가와사끼 역
- 문승현 - 양이 역
- 박상훈 - 어린 양이 역
- 김진선 - 은혜 역
- 한수민 - 어린 은혜 역
- 김태윤 - 젊은 상기 역
- 정기홍 - 상기 역

### 단역
- 이한나 - 어린 영미 역
- 남동하 - 철공소 전무 역
- 이림 - 큰 언니 역
- 김미수 - 미영 역
- 조수혁 - 택시 운전수 역
- 김정민 - 만성신호 신부장 역
- 조은주 - 미스 홍 역
- 홍석연 - 신도 컨테이너 부장 역
- 신범식 - 신도 컨테이너 경비 역
- 김진주 - 불고기집 여직원 역
- 한명구 - 야쿠자 두목 역
- 이무녕 - 야쿠자 1 역
- 임태순 - 야쿠자 2 역
- 김훈 - 야쿠자 3 역
- 김영진 - 지역 야쿠자 1 역
- 이경준 - 지역 야쿠자 2 역
- 김호연 - 지역 야쿠자 3 역
- 안미연 - 안과 간호사 1 역
- 오수연 - 안과 간호사 2 역
- 박미애 - 안과 간호사 3 역
- 박미희 - 내과 간호사 역
- 강혜경 - 동경지사 미스 한 역
- 송지훈 - 동경지사 남직원 역
- 이관영 - 삼원본사 김 사장 역
- 김주현 - 홍 이사 역
- 김주황 - 김 전무 역
- 임주현 - 조 이사 역
- 노태훈 - 노 이사 역
- 김재겸 - 황 교수 역
- 이태리 - 여비서 역
- 서한결 - 남비서 역
- 오태은 - 최 박사 역
- 김지수 - 김 박사 역
- 홍대성 - 한 박사 역
- 김주식 - 조 박사 역
- 고건웅 - 시험선 남직원 역
- 한정왕 - 차량담당 차장 역
- 황보민경 - 후지타 딸 역
- 김명자 - 제1부 비서 역
- 홍현주 - 유박사 파트너 역
- 김영철 - 해병대 제복남 역
- 정규환 - 회장 역
- 김나은 - 일본 여자 1 역
- 이상수 - 일본 여자 2 역
- 김한진 - 철거원 역
- 정영희 - 여교수 역
- 김의자 - 청소 도우미 역
- 정상빈 - 커피숍 주인 역

## 제작진
- 각본 : 촌송양, 정라모
- 프로듀서 : 정라모
- 제작본부장 : 윤상용
- 제작부 : 임태순
- 감독 : 한명구
- 조감독 : 촌송양
- 스크립터 : 김진주
- 연출부 : 황보민경, 김훈
- 촬영감독 : 이은길
- 촬영부 : 홍경태, 조병화, 정찬우
- 데이터매니저 : 신경섭
- 조명감독 : 김성구
- 조명부 : 백광용, 유근희, 김광수
- 발전차 : 이종복
- 동시녹음  김완동
- 붐오퍼레이터 : 김기덕
- 메이킹 스틸 : 신병섭, 황수연
- 의상 : 민병애
- 분장 : 노승미
- 편집 : 임철민
- 음악감독 : 이기준, 허유라